# Такелажные работы (морской термин)

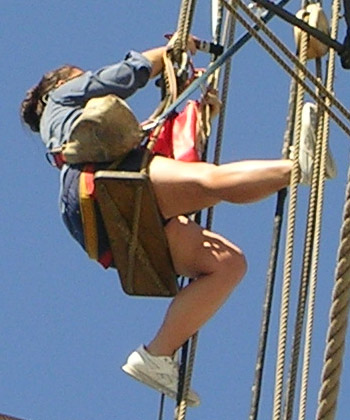
Матрос, сидя в беседке тирует трос стоячего такелажа.

Такела́жные рабо́ты (англ. knotting and splicing) — работы, связанные с изготовлением, ремонтом, испытанием и установкой такелажа на строящихся и ремонтируемых парусниках, а также оснащением их шкиперским снабжением.

## Описание
Корабельные такелажные работы включают в себя выработанные морской практикой приемы и способы ремонта и приготовления к работе тросов. Основными видами такелажных работ являются: изготовление огонов и сплесней, вязание узлов, наложение марок, плетение матов, постановку бензелей и мусингов, тренцевание и клетневание тросов, плетение мягких кранцев, изготовление грузовых сетей и стропов, штормтрапов, беседок, бросательных концов, остропка, изготовление различных предметов из парусины. Выполняют при помощи такелажного инструмента (сваек, драек, мушкелей, полумушкелей, лопаток, гардаманов, зубил).
Основные такелажные работы в судостроении — заготовка и установка канатов с относящимися к ним деталями для судовых устройств и рангоута; оснащение шлюпочного, швартовного, грузового, тентового, леерного и других устройств; сборка и заводка якорных цепей, а также подготовка н сборка элементов спусковых устройств участие в спуске и в разборке спускового устройства после него, погрузочно-разгрузочные работы с ответственными грузами больших габаритов и массы (погрузка главных механизмов, котлов, гребных валов и винтов, рулей, мачт и т. п.).
К такелажным работам в строительно-монтажных работах относятся: горизонтальное, вертикальное и наклонное перемещение оборудования, осуществляемое на монтажной площадке; установка, снятие и передвижка такелажных средств (монтажных мачт, порталов, шевров, монтажных лебедок и т. п.).

## В такелажном деле принята следующая терминология
- Трос
- Бухта
- «Вырубить» — отрезать от бухты кусок троса[4]
- «Конец» — кусок троса, вырубленый из бухты[4]

- Ходовый конец — конец троса, находящийся в руках
- Коренной конец — конец троса, который закреплён

- Штерт — короткий конец линя[4]
- «Колы́шка»
- Стропка — петля, сделанная из тонкого троса, на блоке или ручке какого-либо инструмента[4]
- Шлаг
- Ворса — куски старых расплетёных пеньковых или других растительных тросов[4]
- Схватка

## Инструмент для такелажных работ
При такелажных работах используют следующие инструменты:
- Свайка[5]
- Зубило и молоток
- Драёк
- Мушкель
- Полумушкель — применяют при клетневании. В отличие от мушкеля, имеет более короткую ручку и кип на рабочей части[5]
- Нож — применяют для обрезания растительного троса и сердечников стального. Самый универсальный и незаменимый инструмент[5]
- Гардаман (или платан) — применяют  для проталкивания иглы при шитье или ремонте парусов. Это парусный наперсток, имеющий свинцовую пластинку. Надевают на ладонь правой руки[5]
- Парусные иглы — применяют при шитье или ремонте парусов. В отличие от обычных швейных, имеют заострение трёхгранной формы[5]
- Плоскогубцы или пассатижи[5] — прямого отношения к такелажным работам не имеют, но необходимы при работах со стальными тросами и тканями[5]
- Паяльник — используют для работы с синтетическими тросами и тканями[5]